# Rubén Darío Rossi
Pour les articles homonymes, voir Rossi.
Rubén Darío Rossi, né le 28 octobre 1973 à Buenos Aires (Argentine), est un footballeur argentin occupant le poste d'attaquant et professionnel de 1996 à 1998.

## Carrière
Après une saison dans le club argentin de San Lorenzo, il rejoint en 1997 le Toulouse Football Club alors en division 2 avec lequel il monte en division 1 la saison suivante.

## Statistiques
Le tableau ci-dessous résume les statistiques en match officiel de Ruben Dario Rossi durant sa carrière de joueur professionnel.
| Saison                | Club                  | Championnat           | Championnat | Championnat | Coupe(s) nationale(s) | Coupe(s) nationale(s) | Total | Total |
| Saison                | Club                  | Division              | M.          | B.          | M.                    | B.                    | M.    | B.    |
| 1991-1996             | San Lorenzo           | Primera División      | 84          | 5           |                       |                       | 84    | 5     |
| 1994                  | Daewoo Royals         | K League              | 7           | 1           | 0                     | 0                     | 7     | 1     |
| 1996-1997             | Toulouse FC           | Division 2            | 35          | 8           | 3                     | 0                     | 38    | 8     |
| 1997-1998             | Toulouse FC           | Division 1            | 15          | 1           | 3                     | 0                     | 18    | 1     |
| Total sur la carrière | Total sur la carrière | Total sur la carrière | 50          | 9           | 6                     | 0                     | 56    | 9     |